# آرون سانشيز
آرون سانشيز (5 يونيو 1996 بسلامنكا في إسبانيا - ) هو لاعب كرة قدم أندوري في مركز الهجوم. شارك مع منتخب أندورا تحت 17 سنة لكرة القدم ومنتخب أندورا تحت 19 سنة لكرة القدم ومنتخب أندورا تحت 21 سنة لكرة القدم ومنتخب أندورا لكرة القدم. أما مع النوادي، فقد لعب مع نادي ليدا.

## وصلات خارجية
- آرون سانشيز على موقع الاتحاد الدولي (مؤرشف)  (الإنجليزية)
- آرون سانشيز على موقع الاتحاد الأوربي (الإنجليزية)
- آرون سانشيز على موقع قاعدة بيانات كرة القدم.إي يو (الإنجليزية)
- آرون سانشيز على موقع ناشيونال فوتبول تيمز (الإنجليزية)
- آرون سانشيز على موقع Soccerway.com (الإنجليزية)
- آرون سانشيز على موقع عالم كرة القدم.نت (الإنجليزية)